# Alexis Paumier
Pour les articles homonymes, voir Paumier (homonymie).
Alexis Paumier (né le 21 janvier 1975 à Baracoa) est un athlète cubain, spécialiste du lancer du poids. 

## Biographie

### Palmarès
| Date | Compétition                                      | Lieu                 | Résultat | Performance |
| ---- | ------------------------------------------------ | -------------------- | -------- | ----------- |
| 2001 | Championnats d'Amérique centrale et des Caraïbes | Guatemala            | 2e       | 18,66 m     |
| 2005 | Championnats d'Amérique centrale et des Caraïbes | Nassau               | 2e       | 19,06 m     |
| 2006 | Jeux d'Amérique centrale et des Caraïbes         | Carthagène des Indes | 1er      | 18,26 m     |
| 2007 | Jeux panaméricains                               | Rio de Janeiro       | 7e       | 18,47 m     |
| 2008 | Championnats d'Amérique centrale et des Caraïbes | Cali                 | 1er      | 19,60 m     |

### Records
| Épreuve         | Épreuve      | Performance | Lieu      | Date            |
| --------------- | ------------ | ----------- | --------- | --------------- |
| Lancer du poids | En plein air | 20,78 m     | La Havane | 29 juillet 2000 |
| Lancer du poids | En salle     | 19,87 m     | Péania    | 6 mars 2003     |